# The Case of Mr. Helmer
"The Case of Mr. Helmer" es un cuento corto perteneciente al conjunto de cuentos compilados en The Maker of Moons, and other stories (1896), por el escritor norteamericano Robert William Chambers. Trata de cómo un artista encuentra a una chica bastante atractiva la cual terminará apreciando su propia muerte.

## Trama
La historia inicia cuando Mr. Helmer, a pesar de estar enfermo, sale a encontrarse con su anfitriona. Una vez que llegó al lugar comenzó a hablar con los caballeros allí presentes sobre temas de seriedad hasta que Helmer se acercó a su anfitrión para preguntarle sobre una chica vestida de negro  sentada junto al coronel Farrar la cual había llamado su atención, pero el anfitrión no sabía quién era la mujer a la que se refería así que siguieron charlando hasta salir del salón donde se encontraban. Afuera vieron al coronel Farrar así que Helmer le preguntó acerca de la chica que estaba a su lado a lo que el coronel no supo a quién se refería tampoco. Justo después se encontró con su anfitriona y Helmer le preguntó sobre la chica sentada al lado del coronel Farrar a la hora de la comida, la anfitriona tampoco supo quién era a quien se refería pero pensaba que preguntaba sobre una mujer de blanco. Helmer decidió que la anfitriona no le había dado información útil y tenía que seguir buscando a la chica. Caminó junto a varias personas que veían las obras de Helmer: un vaquero muriendo junto a otra persona con alas viéndole morir sin hacer nada en lo absoluto. Junto al protagonista llegó una persona que le pidió explicara sus obras algo que Helmer no deseaba hacer; sin embargo, de la nada se reunió la gente y entre ella se encontraba la chica de negro que tanto le había atraído; así comenzó a hablar mientras la veía a los ojos. 
Al terminar de dar sus explicaciones, el protagonista se dirigió hacia ella para conversar; ella le dijo que ya se conocían desde hacía mucho tiempo, el día en que no podía cruzar un río y él la ayudó. Que su amor había durado un día aunque había sido diseñado para siempre; también le pregunta si sus obras eran inspiradas en su soledad para saber si había proclamado una resurrección de las almas muertas o bien no le temía a la muerte. En ese preciso instante le habló la madre a la chica por el nombre de Franҫoise y le dijo a Helmer que lo vería en su estudio más tarde, así que ella se retiró de prisa. Al partir Helmer de la reunión sentía que la fiebre le jugaba alucinaciones y que esa chica nunca había estado ahí con él, platicando, y que no había modo que ella supiera llegar a su estudio así que resignado, al llegar a su casa, se dejó caer viendo todo pasar a su alrededor. Momentos después llamaban a su estudio así que como pudo se arrastró logrando así abrir la puerta. Para su sorpresa era la chica de negro que entró en el estudio mientras Helmer se recostaba en el sillón; sin decir nada se sentó a su lado por un largo tiempo hasta que él preguntó si había muerto. Ella respondió de manera afirmativa y Mr. Helmer pudo ver una figura resplandeciente y alada en la sombra de la chica.